# Aleksiej Jegorow (1906–1974)
Aleksiej Andriejewicz Jegorow (ros. Алексей Андреевич Егоров, ur. 1906 we wsi Apolewo w guberni twerskiej, zm. 1974 w Kałudze) – radziecki działacz państwowy i partyjny.

## Życiorys
Do 1922 był słuchaczem rejonowej szkoły budownictwa radzieckiego i partyjnego w Rżewie, 1922-1923 słuchaczem gubernialnej szkoły budownictwa radzieckiego i partyjnego w Twerze, 1923-1925 sekretarzem odpowiedzialnym Powiatowego Komitetu Miejskiego Komsomołu w Rżewie, następnie funkcjonariuszem komsomolskim w Tarze. Od 1924 należał do RKP(b), 1930-1933 studiował na Wszechzwiązkowym Uniwersytecie Komunistycznym w Leningradzie, od grudnia 1934 do września 1937 zastępcą dyrektora stanicy maszynowo-traktorowej ds. politycznych w rejonie tiemriukskim w ówczesnym Kraju Azowsko-Czarnomorskim, następnie kolejno III sekretarzem, II sekretarzem i I sekretarzem Tiemriukskiego Komitetu Rejonowego WKP(b) w Kraju Krasnodarskim. Od grudnia 1940 do sierpnia 1941 kierował Wydziałem Rolnym Krasnodarskiego Komitetu Krajowego WKP(b), od sierpnia 1941 do kwietnia 1942 kierował Wydziałem Wojskowym tego komitetu, od września 1942 do września 1943 dowodził Apapskim Zgrupowaniem Oddziałów Partyzanckich w Kraju Krasnodarskim, od lipca 1944 do lipca 1947 był I zastępcą przewodniczącego Komitetu Wykonawczego Krasnodarskiej Rady Krajowej. Od lipca 1947 do kwietnia 1948 był III sekretarzem Komitetu Obwodowego WKP(b) w Królewcu, od 15 kwietnia 1948 do grudnia 1951 przewodniczącym Komitetu Wykonawczego Królewieckiej Rady Obwodowej, od lutego 1952 do 1961 przewodniczącym Komitetu Wykonawczego Kałuskiej Rady Obwodowej, 1961-1963 szefem sektora Kałuskiego Urzędu Statystycznego, a 1963-1970 starszym instruktorem-metodykiem Kałuskiej Obwodowej Rady ds. Turystyki. Był odznaczony Orderem Wojny Ojczyźnianej I klasy i Orderem Czerwonego Sztandaru Pracy.